# Conflits de distribution écologique
Conflits de distribution écologique (CDE) est un terme introduit en 1995 par Joan Martínez-Alier et Martin O'Connor pour décrire les conflits socio-environnementaux, c'est-à-dire les dynamiques conflictuelles générées dans l'exercice du pouvoir par différents acteurs sociaux lorsqu'ils entrent en conflit sur les ressources naturelles, concernant des questions d'accès, de gestion ou d'impacts.
Les avantages et les coûts environnementaux sont souvent répartis d'une manière qui provoque des conflits. Cela est principalement dû aux inégalités sociales, aux revendications territoriales contestées, à la prolifération des industries extractives et, plus généralement, aux impacts de l'industrialisation de l'économie au cours des siècles passés. Les industries du pétrole, du charbon, des mines et de l'agriculture, sont au cœur des conflits de distribution écologique, qui impliquent des acteurs tels que les communautés, les États, les entreprises et les investisseurs localement affectés, ainsi que les mouvements sociaux ou environnementaux.
Les termes conflit socio environnemental, conflit environnemental ou perturbateurs endocriniens sont parfois utilisés de manière interchangeable. L'étude des CDE est liée aux domaines de l'économie écologique, de l'écologie politique et de la justice environnementale. Ce dernier traite des revendications des droits des communautés affectées dans les cas d'ECD. Dans bon nombre de ces cas, un instrument technique connu sous le nom de responsabilité environnementale est utilisé pour réclamer le paiement des dommages.

## Histoire intellectuelle
Dans sa conférence de 1874 « ⁣ Travail salarié et capital⁣ », Karl Marx a introduit l'idée que les relations économiques sous le capitalisme sont intrinsèquement exploitantes, ce qui signifie que l'inégalité économique est une fatalité du système. Il a émis l'hypothèse que c'est parce que le capitalisme se développe par l'accumulation de capital, un processus toujours croissant qui nécessite l'assujettissement économique de parties de la population pour fonctionner.
S'appuyant sur cette théorie, les universitaires dans le domaine de l'économie politique ont créé le terme « conflits de distribution économique » pour décrire les conflits qui découlent de cette inégalité économique inhérente (Martinez Alier, 2003). Ce type de conflit se produit généralement entre des parties ayant une relation économique, mais une dynamique de pouvoir inégale, comme les acheteurs et les vendeurs, ou les débiteurs et les créanciers.
Cependant, Martinez Allier et Martin O'Connor ont remarqué que ce terme se concentre uniquement sur l'économie, omettant les conflits qui ne proviennent pas des inégalités économiques, mais de la répartition inégale des ressources environnementales (EJOLT, 2016). En réponse, en 1995, ils ont inventé le terme « conflit de distribution écologique ». Ce type de conflit se produit aux frontières des produits de base, qui sont constamment déplacées et recadrées en raison du métabolisme social insoutenable de la société. Ces conflits peuvent survenir entre les industries extractives et les populations autochtones, ou entre les acteurs pollueurs et ceux qui vivent sur des terres marginalisées. Ses racines peuvent encore être vues dans la théorie marxiste, car elle est basée sur l'idée que le besoin d'expansion du capitalisme est à l'origine des inégalités et des conflits.
Une répartition écologique injuste peut être attribuée au capitalisme en tant que système de transfert des coûts. L'économie néoclassique considère généralement ces impacts comme des « défaillances du marché » ou des « externalités » qui peuvent être évaluées en termes monétaires et internalisées dans le système des prix. Les spécialistes de l'économie écologique et de l'écologie politique s'opposent à l'idée d'une commensuration économique qui pourrait constituer la base de mécanismes d'écocompensation pour les communautés touchées. Au lieu de cela, ils plaident pour différents langages d'évaluation tels que le caractère sacré, les moyens de subsistance, les droits de la nature, les droits territoriaux autochtones, les valeurs archéologiques et la valeur écologique ou esthétique.
Depuis sa conception, le terme conflit de distribution écologique a été lié à la recherche dans les domaines de l'écologie politique, de l'économie écologique et de l'écoféminisme. Il a également été adopté dans un cadre non universitaire par le biais du mouvement pour la justice environnementale, où il branche le milieu universitaire et l'activisme pour aider les mouvements sociaux dans les luttes juridiques (voir ci-dessous la section sur la justice environnementale).

## Types de conflits
Les conflits de distribution écologique décrivent les conflits sociaux qui découlent de l'accès inéquitable aux ressources naturelles et des charges inégales de la pollution de l'environnement.
Par exemple, une usine peut polluer une rivière, affectant ainsi la communauté dont les moyens de subsistance dépendent de l'eau de la rivière. La même chose peut s'appliquer à la crise climatique, qui peut provoquer une élévation du niveau de la mer sur certaines îles du Pacifique. Ce type de dommage n'est souvent pas valorisé sur le marché, ce qui empêche les personnes concernées d'être indemnisées.
Les conflits écologiques se répartissent à la fois à l'échelle locale et mondiale. Bien que bon nombre de ces conflits se déroulent entre le Sud et le Nord (par exemple, une société minière australienne opérant en Indonésie), beaucoup sont également des conflits locaux au sein d'une chaîne de produits courte (par exemple, l'extraction locale de sable et de gravier pour une cimenterie voisine).
Les conflits de distribution écologique peuvent être classés en fonction des différentes étapes de la filière : lors de l'extraction de sources d'énergie ou de matériaux, lors du transport et de la production de biens, ou lors de l'élimination finale des déchets.
L'origine des conflits de répartition écologique peut être directement liée au développement historique de l'économie industrielle. Comme moins de 10 % des matériaux et de l'énergie sont recyclés, l'économie industrielle ne cesse d'élargir et d'approfondir les limites de l'extraction d'énergie et de matériaux en élargissant les « frontières des produits de base » à travers deux processus principaux :
1. Expansion spatiale de l'appropriation des ressources naturelles à travers les revendications territoriales de contrôle et d'utilisation des ressources naturelles et les actes d'expropriation associés
2. Intensification de l'exploitation sur les sites existants par des innovations sociotechniques et de nouveaux investissements sur le même site (par exemple, exploitation à ciel ouvert de minerais métalliques ou de charbon, fracturation gazière ou pétrolière, pêche ou plantations énergivores)[8].

### Catégories du Global Environmental Justice Atlas (EJAtlas)[9]
L'EJAtlas a été fondé et est codirigé par Leah Temper et Joan Martinez-Alier, et il est coordonné par Daniela Del Bene. Son objectif est de « documenter, comprendre et analyser les issues politiques qui émergent ou pourraient émerger » des conflits de répartition écologique. Il est hébergé à l'ICTA de l ' Universitat Autonoma de Barcelona. Depuis 2012, des universitaires et des militants ont collaboré pour rédiger les entrées, atteignant 3 500 en juillet 2021. Il est actuellement financé par l'ERC Advanced Grant 2016–21 à Joan Martinez-Alier pour le projet EnvJustice (A global movement for environmental justice) et par le projet Acknowl-EJ (Academic-Activist Co-Produced Knowledge for Environmental Justice) 2016 -19 financé par l'ISSC à Leah Temper et codirigé par Ashish Kothari.
L'EJ Atlas identifie dix catégories de conflits de distribution écologique :
1. Conflits de conservation de la biodiversité :
2. Biomasse et conflits fonciers (forêts, agriculture, pêche et gestion de l'élevage)
3. Combustibles fossiles et justice climatique/énergie
4. Conflits industriels et de services publics
5. Infrastructure et environnement bâti
6. Extraction de minerais et de matériaux de construction
7. Nucléaire
8. Tourisme Loisirs
9. La gestion des déchets
10. Gestion de l'eau

## Mouvements sociaux
Les conflits de distribution écologique ont donné naissance à de nombreux mouvements de justice environnementale dans le monde entier. Comme le préconisent de nombreux chercheurs, ces conflits représentent souvent une opportunité de renforcer des processus durables grâce à l'action de mouvements sociaux dans le monde entier. Cependant, il est important de contextualiser la dynamique qui conduit le conflit vers un succès ou un échec de la justice environnementale.
Globalement, environ 17 % de tous les conflits environnementaux enregistrés dans l'EJAtlas font état de succès des justices environnementales, comme l'arrêt d'un projet non durable ou la redistribution des ressources de manière plus égalitaire.
Les mouvements façonnent généralement « leurs répertoires de discorde » sous forme de formes de protestation et d'actions directes, qui sont influencées par les contextes nationaux et locaux. Dans les luttes pour la justice environnementale, les caractéristiques biophysiques du conflit peuvent encore façonner les formes de mobilisation et d'action directe. Les stratégies de résistance peuvent tirer parti des « structures d'opportunités biophysiques », où elles tentent d'identifier, de modifier ou de perturber les processus écologiques dommageables auxquels elles sont confrontées envers leur cause.
Enfin, les « cadres d'action collective » des mouvements émergeant en réponse aux conflits environnementaux deviennent très puissants lorsqu'ils remettent en question la relation dominante des sociétés humaines avec l'environnement. Ces cadres sont souvent exprimés par des slogans de protestation lapidaires, que nous appelons le « vocabulaire de la justice environnementale » et qui incluent des concepts et des expressions tels que « le racisme environnemental », « les plantations d'arbres ne sont pas des forêts », « gardons le pétrole dans le sol ', 'gardez le charbon dans le trou' et autres, en résonance et en empathie avec les communautés touchées par l'EDC.

### Modes d'expression des mouvements de justice environnementale.
Il est possible d'enregistrer deux approches principales adoptées par les mouvements sociaux dans les CDE qui peuvent conduire à une transformation synergique et durable :
- Conflits intramodaux : liés à la répartition des avantages environnementaux au sein d'un modèle établi d'utilisation des ressources entre plusieurs groupes sociaux. Des mouvements apparentés peuvent plaider en faveur d'une réduction des risques environnementaux grâce à une meilleure gouvernance ou technologie, ainsi qu'à une répartition plus équitable des biens et des maux environnementaux (réduction des risques environnementaux grâce à une meilleure gouvernance ou technologie ou lutte pour une répartition plus équitable des ressources environnementales)[13].
- Conflits intermodaux : ils défendent un mode particulier d'utilisation des ressources contre la transformation de celui-ci par les sociétés industrielles. (Ex. Les agriculteurs galiciens qui se sont battus pour préserver les terres communales des tentatives d'industrialisation, le mouvement Pray Lang au Cambodge, dont le but de la création était / est de protéger les forêts cambodgiennes, empêchant avec succès le gouvernement de mettre en œuvre un projet d'extraction)[14].

Dans cette division, des mouvements tels que La Via Campesina (LVC), ou le Comité International de Planification pour la Souveraineté Alimentaire (CIP) peuvent être considérés à mi-chemin entre ces deux approches. Dans leur défense de l'agriculture paysanne et contre l'agriculture industrielle capitaliste à grande échelle, LVC et l'IPC ont fondamentalement contribué à promouvoir l'agroécologie en tant que modèle d'agriculture durable à travers le monde, en adoptant une approche intermodale contre l'agriculture industrielle et en offrant de nouvelles sources d'éducation aux pauvres communautés qui pourraient inciter à une intégration consciente dans la redistribution des ressources. Une attitude similaire a façonné l'action du mouvement brésilien des paysans sans terre (MST) dans sa lutte contre l'idée de productivité et l'utilisation de produits chimiques par plusieurs réalités agroalimentaires qui détruisent des ressources riches en fertilité et en biodiversité.
Ces mouvements remettent souvent en question la forme dominante d'évaluation des utilisations des ressources (c'est-à-dire les valeurs monétaires et les analyses coûts-avantages) et renégocient les valeurs jugées pertinentes pour la durabilité Parfois, notamment lorsque la résistance s'affaiblit, des demandes de compensation monétaire sont faites (dans un cadre de 'soutenabilité faible'). Les mêmes groupes, à d'autres moments ou lorsqu'ils se sentent plus forts, peuvent argumenter en termes de valeurs sans rapport avec l'argent, telles que les droits territoriaux autochtones, les valeurs écologiques irréversibles, le droit humain à la santé ou le caractère sacré de la redéfinition de l'économie, de l'écologie et des principes sociaux derrière les usages particuliers de la Terre-Mère, défendant implicitement une conception de « durabilité forte ». Dans la contestation et l'environnement, ces conflits intermodaux sont ceux qui sont le plus clairement forcé vers des transitions durables plus larges.

## Utilisation dans les affaires judiciaires
Le concept de conflits de distribution écologique (CDE) a été introduit pour faciliter une documentation et une analyse systématiques des conflits socio-environnementaux et pour produire un ensemble plus cohérent de travaux universitaires, militants et juridiques autour d'eux. Dans certains cas qui ont été portés au stade des litiges, parfois avec l'aide de mouvements locaux de justice environnementale, les revendications des communautés locales affectées ont été reconnues et des réparations ont été faites.
La justice environnementale comprend de multiples dimensions ; qui peut être décrite comme une justice de reconnaissance, distributive ou procédurale (ou participative).
Le paradigme de la reconnaissance se rapporte à la reconnaissance de la dignité personnelle de tous les individus concernés. Cela implique l'expression et la reconnaissance de toutes les expériences de changement environnemental, ainsi que des différentes valorisations de l'environnement naturel (qui peuvent être liées à la spiritualité, à la santé, aux loisirs ou au bien-être économique, entre autres).
Le paradigme distributif tend à concentrer l'analyse de la justice sociale sur l'allocation des biens matériels, tels que les ressources, les revenus et la richesse, ou sur la distribution du statut social. La justice distributive se rapporte donc aux avantages et aux charges ressentis par les différents acteurs impliqués, et concerne généralement la recherche de la restauration, de la réparation ou de la compensation des charges.
La justice procédurale (ou de participation) concerne l'équité du processus de prise de décision et de politique environnementale. Comme l'explique Bell, "l'une des raisons de la répartition inéquitable des avantages et des inconvénients environnementaux est que les décisions qui transforment l'environnement sont généralement prises par des personnes qui profitent des avantages plutôt que des inconvénients". Les inégalités d'autorité, de pouvoir et d'influence politiques façonnent la prise de décision en matière d'environnement. Les principes de la justice environnementale procédurale incluent la garantie de l'égalité, de la proportionnalité et de la pluralité dans ces processus. Assurer la justice procédurale est un moyen de faciliter une répartition et une reconnaissance équitables des impacts environnementaux.
Les affaires contentieuses recherchent principalement un résultat distributif équitable, bien qu'elles mobilisent parfois plus d'une dimension de la justice environnementale.